# Słójka-Borowszczyzna
Słójka-Borowszczyzna – wieś w Polsce położona w województwie podlaskim, w powiecie sokólskim, w gminie Szudziałowo.

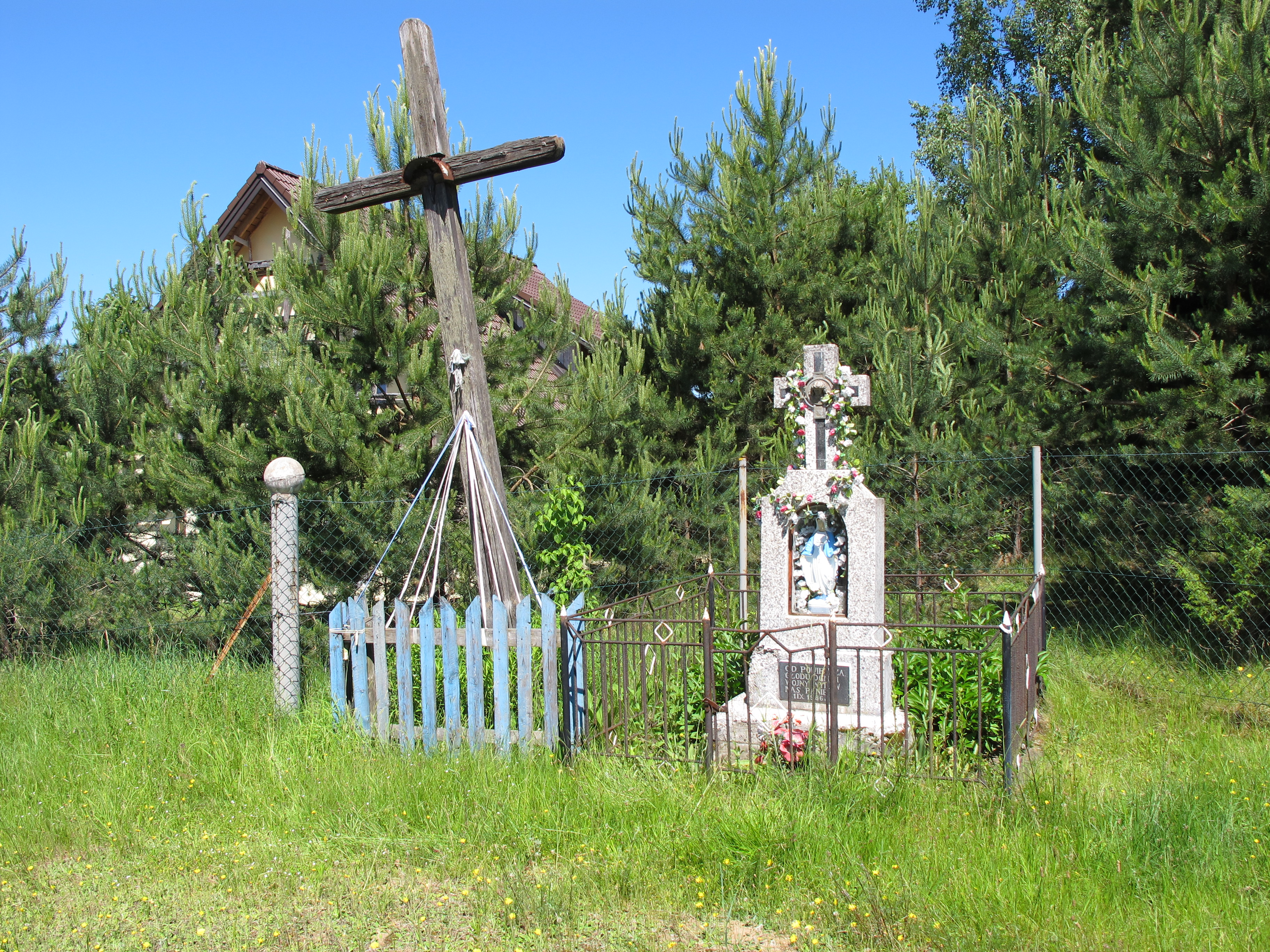
Katolicka kapliczka i krzyż wotywny

W latach 1975–1998 miejscowość administracyjnie należała do województwa białostockiego.
Wierni kościoła rzymskokatolickiego należą do parafii św. Wincentego Ferreriusza i św. Bartłomieja Apostoła w Szudziałowie.